# マキアレイベル
マキアレイベル(MacchiaLabel)とは、株式会社JIMOSが製造・販売する化粧品および医薬部外品のブランド名称である。商品名は、仏語の「メイク、化粧」を表す「Maquillage」から派生した「マキア(Macchia)」と、そのブランドを証明する時に使用する言葉「レイベル(Label)」とを組み合わせた造語。

## 概要・コンセプト
- 全商品において、合成香料・石油系鉱物油、タール系色素は無添加。

- 最新のテクノロジーを取り入れつつも、肌にとって余計なもの、負担をかける恐れのあるものは排除し、肌が本当に必要としているものを必要なだけ与えることで、肌の本来持っている力を高める商品作りを目指している。

## マキアレイベルにまつわる主な歴史
- 1998年11月 - マキアレイベルの前身である『マキア(MACCHIA)』誕生。
「アクティブミクロンウォーター」販売開始。
- 2001年1月 - 「クリアエステヴェール」販売開始。
- 2002年8月 -  会報誌「リダクトネス」創刊。
- 2003年8月 -  ブランド名が『マキア(MACCHIA)』から『マキアレイベル(MACCHIAlb.)』に変更。
- 2005年2月 -  基礎シリーズ「プリシード」販売開始。
- 2006年9月 -  美容液ベースメイクシリーズ「ペルーチェ」販売開始。
- 2007年2月 -  スキンケアシリーズ「ベイセ」他、販売開始。
- 2008年7月 -  福岡・天神ソラリアプラザに店舗「マキアレイベルショップ」を期間限定でオープン。
- 2009年2月 -  常設店舗「マキアレイベルショップ」を同テナントにオープン。
- 2010年9月 -  メイク＆メイク落としの「クリアエステシリーズ」誕生。
美白機能を追加した「薬用クリアエステヴェール」販売開始。
- 2011年9月 -  オールインワンスキンケアの「バリアシリーズ」誕生。
- 2011年10月 - 「マキアレイベルショップ」を天神イムズビルに移転。
- 2014年2月 -  『リプレイズライン』誕生。
- 2014年7月 -  「'14 Yahoo!BEAUTY あなたが選ぶ通販コスメ大賞」にてマキアレイベルの商品（薬用クリアエステヴェール[1位]、薬用プロテクトバリアリッチ[3位]）が2部門で入賞[1]。

## 主な商品
[基礎化粧品、メイク化粧品、医薬部外品]
- 薬用クリアエステヴェール
- アクティブミクロンウォーター＋
- プロテクトバリアリッチ
- リプレイズシリーズ
- エクストラリセットクリーム - その年の取り組みの集大成として「1年間の肌ダメージをケアする」をコンセプトに、年に1度、限定発売される美容クリーム。

メイン商品である『クリアエステヴェールシリーズ』は、美容液ファンデーション売上市場において、先のカテゴリで11年連続No.1を維持している。※クリアエステヴェール、薬用クリアエステヴェールを含んだシリーズ  ※コラーゲン/コエンザイムQ10/ヒアルロン酸のいずれかを配合し、スキンケア効果を追求した液状ファンデーションにおける2004～2013年実績。 : (総合企画センター大阪調べ